# Alfred (Nowy Jork)
Alfred – miasto w Stanach Zjednoczonych, w stanie Nowy Jork, w hrabstwie Allegany.